# Carrera militar de Adolf Hitler

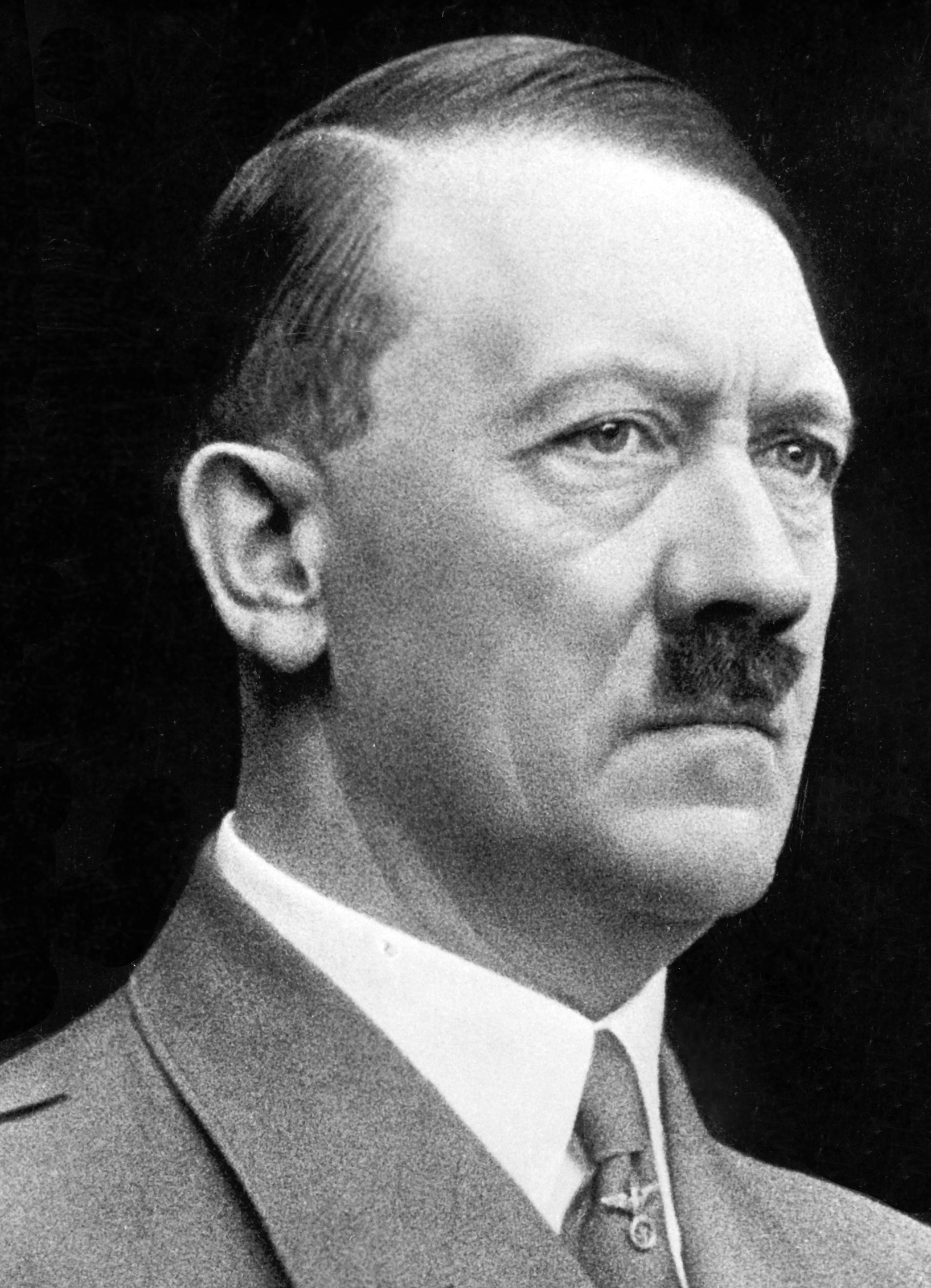
Fotografía de Hitler, c. 1937

La carrera militar de Adolf Hitler (hispanizado Adolfo Hitler), dictador alemán de 1933 a 1945, se puede dividir en dos partes bien diferenciadas de su vida. Principalmente, el período durante la Primera Guerra Mundial cuando Hitler se desempeñó como Gefreiter (cabo) en el ejército bávaro, y la era de la Segunda Guerra Mundial cuando Hitler se desempeñó como Comandante en Jefe Supremo de la Wehrmacht a través de su cargo como Führer de la Alemania nazi.

## Historia

### Primera Guerra Mundial
En Viena, donde vivía en la pobreza relativa, Hitler recibió la última parte de la herencia de su padre en mayo de 1913 y se mudó a Múnich, donde ganó dinero pintando escenas arquitectónicas. Es posible que haya dejado Viena para evadir el servicio militar obligatorio del ejército austríaco. La policía bávara lo envió de regreso a Salzburgo para que lo incorporaran al ejército, pero reprobó su examen físico el 5 de febrero de 1914 y volvería a Múnich.

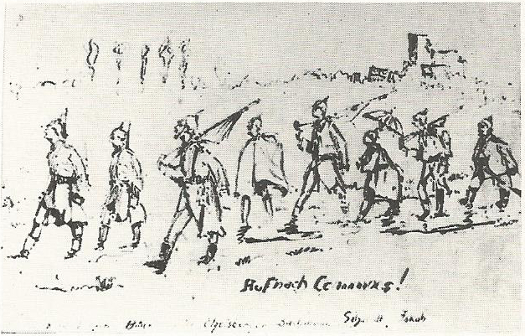
Caricatura de Adolf Hitler (a la izquierda), c. 1914-1915

Postal enviado por Hitler a Múnich, explicando cómo quiere participar voluntariamente en las batallas de la Primera Guerra Mundial

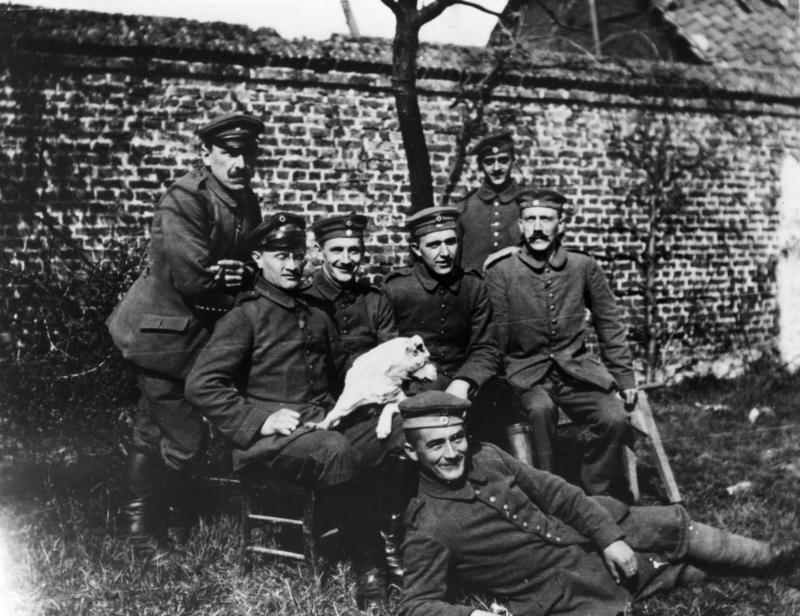
Hitler (sentado en el extremo derecho) posando entre soldados junto a su perro Fuchsl.

Hitler tenía 25 años en agosto de 1914, cuando Austria-Hungría y el Imperio alemán entraron en la Primera Guerra Mundial. Debido a su ciudadanía austriaca, tuvo que solicitar permiso para servir en el ejército bávaro, servicio el cual se lo concedieron. Según la evidencia de un informe de las autoridades bávaras en 1924, que cuestionaba cómo se le mostró a Hitler servir en el ejército bávaro, es casi seguro que Hitler fue alistado por un error por parte del gobierno. Las autoridades no pueden explicar por qué no fue deportado a Austria en 1914 después de reprobar su examen físico para el ejército. Se llegó a la conclusión de que la ciudadanía de Hitler simplemente no se planteó; por lo tanto, se le permitió ingresar al ejército bávaro. Ya en el ejército, Hitler continuó exponiendo sus ideas nacionalistas alemanas que desarrolló desde muy joven.
Durante la guerra, Hitler se atribuye en Francia y Bélgica en la 6.ª División de Reserva Bávara. Fue soldado de infantería durante la Primera Batalla de Ypres, en octubre de 1914, batalla que los alemanes recuerdan como la Kindermord bei Ypern (Masacre de los Inocentes de Ypres en español) porque aproximadamente 40 000 hombres (entre un tercio y la mitad, muchos de ellos estudiantes universitarios) de nueve divisiones de infantería recién alistadas tuvieron bajas en los primeros veinte días. Hitler entró en la batalla con 3600 hombres, pero al final Hitler reunió solo a 611 hombres. Para diciembre, la propia compañía militar de Hitler de 250 hombres se redujo a solo 42. El biógrafo John Keegan afirma que esta experiencia llevó a Hitler a volverse distante y retraído durante los años restantes de la guerra. Después de la batalla, Hitler fue ascendido de Schütze (soldado) a Gefreiter (cabo). Fue asignado para ser un corredor de mensajes del regimiento.
Algunos han considerado este cargo como "un trabajo seguro relativamente", porque el cuartel general del regimiento a menudo estaba a varias millas detrás del frente de batalla. Según Thomas Weber, los primeros historiadores de la época no habían distinguido entre los corredores del régimen, que tenían su base lejos del frente "en relativa comodidad", y los corredores de compañía o batallón, que se movían entre las trincheras y estaban más a menudo bajo control del fuego.
Los deberes de los mensajeros cambiaron cuando en el frente occidental el ejército alemán se instaló en sus posiciones defensivas como resultado del estancamiento en curso. Menos mensajes fueron enviados a pie o en bicicleta y fueron mayoritariamente enviados por teléfono. El círculo de camaradas de Hitler también se atribuyó a la sede.
A principios de 1915, Hitler descubrió a un perro callejero al que llamó Fuchsl (Pequeño Zorro en español), al cual le enseñaron muchos trucos y se convirtió en su compañero. Hitler lo describió como un "perro de circo adecuado". En agosto de 1917, el regimiento se mudó a un sector tranquilo en Alsacia. Durante el viaje, se robaron el portafolio de bocetos y pinturas de Fuchsl y Hitler. Hitler, desconsolado por su pérdida, solicitó su primera licencia, la cual consistió en una visita de 18 días a Berlín donde se hospedó con la familia de un compañero.
El regimiento luchó en muchas batallas, incluyendo la Primera Batalla de Ypres, la Batalla del Somme, la Batalla de Arras, y la Batalla de Passchendaele. Durante la Batalla de Fromelles del 19 al 20 de julio de 1916, los australianos, montando su primer ataque en Francia, asaltó las posiciones bávaras. Los bávaros rechazaron a los atacantes, que sufrieron las segundas pérdidas más altas que tuvieron en el frente occidental, unos 7000 hombres aproximadamente. La historia del regimiento aclamó esta brillante defensa como la "personificación del ejército alemán en el frente occidental".
Durante los Juicios de Núremberg, dos de sus antiguos superiores testificaron que Hitler se había negado a ser considerado para un ascenso. Hitler fue condecorado dos veces por su valentía. Recibió la Cruz de Hierro de Segunda Clase en 1914 y la Cruz de Hierro de Primera Clase en 1918, un honor que rara vez se otorga a un cabo. La Cruz de Hierro de Primera Clase de Hitler fue recomendada por el teniente Hugo Gutmann, un ayudante judío en el regimiento. Según Weber, este premio se otorgaba a aquellos enviados al cuartel general del regimiento, como Hitler, que tenía contacto con más oficiales superiores que con los soldados de combate. La Cruz de Hierro de Primera Clase de Hitler fue otorgada después de un ataque en guerra abierta durante el cual los mensajeros fueron indispensables y en un día en el que el regimiento mermado perdió a 60 personas y tuvieron 211 heridos.
Durante la Batalla del Somme en octubre de 1916, Hitler recibió una herida en el muslo izquierdo cuando un proyectil explotó en la entrada del refugio de los corredores de despacho. Suplicó que no lo evacuaran, pero fue enviado durante casi dos meses a la Cruz Roja en Beelitz, Brandenburg. Le escribió a su oficial al mando, Fritz Wiedemann, pidiendo que lo llamaran al regimiento porque no podía tolerar Múnich cuando sabía que sus camaradas estaban en el frente. Wiedemann dispuso el regreso de Hitler a su regimiento el 5 de marzo de 1917.
El 15 de octubre de 1918, él y varias camaradas fueron cegados temporalmente, y según Friedelind Wagner, Hitler también perdió la voz, debido a un ataque con gas mostaza británico. Después del tratamiento inicial, Hitler fue hospitalizado en Pasewalk, Pomerania. Mientras estaba allí, el 10 de noviembre, Hitler se enteró de la derrota de Alemania por un pastor y, según su propio relato, al recibir esta noticia sufrió un segundo ataque de ceguera. Hitler estaba indignado por el posterior Tratado de Versalles, que obligó a Alemania a aceptar la responsabilidad de iniciar la guerra, privó a Alemania de varios territorios, desmilitarizó Renania (que ocuparon los Aliados), e impusieron sanciones económicamente dañinas. Hitler escribiría más tarde: "Cuando estaba confinado en la cama, se me ocurrió la idea de que liberaría a Alemania, que la haría grande. Supe de inmediato que se realizaría". Sin embargo, era poco probable que se comprometiera con una carrera política en ese momento.
El 19 de noviembre de 1918, Hitler fue dado de alta del Hospital de Pasewalk y volvió a Múnich. Al llegar, fue destinado a la 7.ª Compañía del 1.er Batallón de Reemplazo del 2.º Regimiento de Infantería. En diciembre fue reasignado a un campo de prisioneros de guerra en Traunstein, como guardia. Allí permanecería hasta que el campo se disolvería en enero de 1919.
Regresó a Múnich y pasó unos meses en los cuarteles esperando su reasignación. Múnich, entonces parte del Estado Popular de Baviera, estaba en un estado de caos con una serie de asesinatos, incluido el del socialista Kurt Eisner, quien fue asesinado a tiros por un nacionalista alemán en 1919. Su "rival" Erhard Auer también fue herido en un ataque. Otros actos de violencia fueron los asesinatos del alcalde Paul Ritter von Jahreiß y del diputado conservador Heinrich Osel. En esta declaración política, Berlín envió a los militares, llamados "Guardias Blancas del Capitalismo" por los comunistas. El 3 de abril de 1919, Hitler fue elegido como enlace de su batallón militar y nuevamente el sería elegido 15 de abril. Durante este tiempo, instó a su unidad a estabilizarse al margen de los combates y no unirse a ningún bando. La República Soviética de Baviera se disolvería oficialmente el 6 de mayo de 1919, cuando el teniente general Burghard von Oven y sus fuerzas militares declararon segura la ciudad. Después de los arrestos y ejecuciones, Hitler denunció a un compañero de enlace, Georg Dufter, como un "incitador radical" soviético. Otro testimonio que brindó a la junta militar de investigación les ayudó a erradicar a otros miembros de las fuerzas armadas que “habían sido realizadas con el fervor revolucionario". Por sus puntos de vista anticomunistas, se le pudo evitar el despido cuando su unidad se disolvió en mayo de 1919.

#### Agente de Inteligencia del Ejército
En junio de 1919 fue trasladado a la oficina de desmovilización del 2.º Regimiento de Infantería. Alrededor de este tiempo, el comando militar alemán emitió un edicto según el cual la principal prioridad del ejército era "llevar a cabo, junto con la policía, una vigilancia más estricta de la población, para que se pueda descubrir el inicio de cualquier nuevo disturbio". En mayo de 1919, Karl Mayr se convirtió en comandante del 6.º Batallón del regimiento de guardias de Múnich y desde el 30 de mayo como jefe del "Departamento de Educación y Propaganda" de la Reichswehr de Baviera. En esta capacidad como jefe del departamento de inteligencia, Mayr reclutó a Hitler como agente]descubierto a principios de junio de 1919. Bajo el mando de Mayr, se organizaron cursos de "pensamiento nacional" cerca de Augsburgo, con Hitler asistiendo del 10 al 19 de julio. Durante este tiempo, Hitler impresionó a Mayr, tanto, que asignó a Hitler a un "comando educativo" antibolchevique como uno de los 26 instructores de verano de 1919.
Como agente de inteligencia fue designado de un comando de reconocimiento de la Reichswehr, el trabajo de Hitler era influir en otros soldados e infiltrarse en el Partido Obrero Alemán (DAP). Mientras supervisaba las actividades del DAP, Hitler se sintió atraído por las ideas antisemitas, nacionalistas, anticapitalistas y antimarxistas de su fundador, Anton Drexler. Impresionado con las habilidades oratorias de Hitler, Drexler lo invitó a unirse al DAP, cosa que Hitler aceptó y el 12 de septiembre de 1919 se uniría oficialmente al partido.

#### Incidente con Henry Tandey
Aún en guerra, Hitler y se encontró con el condecorado soldado británico, Henry Tandey, el 28 de septiembre de 1918, en el pueblo francés de Marcoing. Mientras Tandey se encontraba sirviendo en el 5.º Regimiento del Duque de Wellington y se relata que un soldado alemán cansado se interpuso en la línea de fuego de Tandey. El soldado enemigo estaba herido y ni siquiera intentó levantar su propio rifle. Tandey decidió no disparar, el soldado alemán lo vio bajar su rifle y asintió en señal de agradecimiento antes de alejarse. Se supone que ese soldado fue un joven Adolf Hitler. El autor David Johnson, escribió un libro sobre Henry Tandey, en este, señala que el cree que esta historia es una leyenda urbana.
En 1938, el primer ministro de Inglaterra, Neville Chamberlain, visitaría a Hitler a su lugar de descanso, el Berghof, para dar inicio a las conversaciones que llevarían a los Acuerdos de Múnich. Estando ya en Berghof, Chamberlain notaría una pintura en la que aparecía un soldado, el cual supuestamente sería Tandey. Chamberlain le preguntaría a Hitler sobre la pintura y Hitler contestó:  

«Ese hombre estuvo tan cerca de matarme que pensé que nunca más volvería a ver Alemania; La fe me salvó de un fuego tan endiabladamente certero como el de aquellos muchachos ingleses.»
Hitler al primer ministro británico, Neville Chamberlain, 1938

Hitler le pediría a Chamberlain que transmitiera sus mejores deseos y gratitud a Tandey. Chamberlain prometió llamar a Tandey en su regreso a Inglaterra, lo que aparentemente hizo. El Centro de Investigación de Cadbury, tiene copias de los documentos y diarios de Chamberlain, en los cuales no realizó referencias relacionadas con Tandey en los registros de su reunión con Hitler en 1938. Además, la historia afirma que el teléfono fue contestado por un niño de nueve años llamado William Whateley. Supuestamente William estaba relacionado con la esposa de Tandey, Edith. Sin embargo, Tandey en ese momento vivía en la 22 Cope Street de Coventry, y trabajaba para la Triumph Motor Company. Según los registros de la empresa, solo tenían tres líneas telefónicas, en las que ninguna tenía registrada la dirección de Tandey. Los registros de los archivos de la British Telecommunications tampoco tienen teléfonos registrados de esa dirección durante 1938.
La investigación histórica arroja serias dudas sobre si el incidente realmente ocurrió alguna vez, ya que Hitler tomó su segunda licencia del servicio militar el 10 de septiembre de 1918 por 18 días. Esto significa que se encontró en Alemania en la presunta fecha del supuesto hecho.

### Rearme alemán
Seis días después de prestar juramento como canciller en 1933, Hitler se reunió con los líderes militares alemanes y declaró que su primera prioridad era realizar un rearme. El Ministro de Guerra, Werner von Blomberg, introdujo los principios nazis en las fuerzas armadas, enfatizando el concepto de Volksgemeinschaft (comunidad nacional), en el que los alemanes estaban unidos en una sociedad sin clases, ya que, "el uniforme iguala a todos los hombres". El rango militar específicaba una cadena de mando, sin límites de clase. Los oficiales recibieron instrucciones de mezclarse con otros rangos. El decreto de Blomberg sobre el ejército y el nacionalsocialismo del 25 de mayo de 1934 ordenaba: "Cuando los suboficiales y los soldados participen en cualquier festividad, se debe tener cuidado de que los oficiales no se sienten todos juntos. Solicito que esta orientación se dé lo más posible". Las fuerzas armadas en rápida expansión reclutaron a muchos nuevos oficiales y jóvenes de las Juventudes Hitlerianas. El estadounidense William L. Shirer informó que todos los rangos comían las mismas raciones, socializaban cuando no estaban en servicio y que los oficiales estaban preocupados por los problemas personales de sus hombres.
El 1 de agosto de 1934, una nueva ley establecía que la muerte de Paul von Hindenburg aboliría la presidencia y sus poderes se fusionarían con los del canciller. A partir de ese día, Hitler sería conocido como Führer y Canciller del Reich. Como jefe de Estado, Hitler se convirtió en comandante supremo de todas las fuerzas armadas. Hindenburg murió al día siguiente. Blomberg, por su propia iniciativa, presentó el juramento del 2 de agosto de 1934: 

«Juro por Dios este juramento sagrado que rendiré obediencia incondicional al Führer del Reich y del pueblo alemán, Adolf Hitler, comandante en jefe de las fuerzas armadas, y, como un valiente soldado, estaré preparado en todo momento para apostar mi vida por este juramento.»
(En 1939, se eliminaría a Dios del juramento.)

 La Reichswehr se reorganizó como la Wehrmacht el 21 de mayo de 1935, poniendo al ejército, la marina y la fuerza aérea bajo un mando unificado. 
Hitler guio los pasos de su rearme, gracias a su memoria retentiva e interés por las cuestiones técnicas. El general Alfred Jodl escribió que la "asombrosa visión técnica y táctica de Hitler lo llevó también a convertirse en el creador del armamento moderno para el ejército". Creó argumentos caseros recitando largos pasajes de Federico el Grande y otros pensadores militares. "Aunque los generales se pueden referir a Hitler como un 'aficionado fácil', en lo que respeta a la comprensión de la historia militar y la tecnología de armas, estaba mejor educado y equipado que la mayoría de ellos". El 4 de febrero de 1938, tras el retiro de Blomberg, Hitler anunció en un decreto: "De ahora en adelante ejerzo personalmente el mando inmediato de todas las fuerzas armadas". Abolió el Ministerio de Guerra y tomó el otro título de Blomberg, Comandante en Jefe, para sí mismo. A fines de ese año, el ejército contaba con más de 1 millón de hombres y 25.000 oficiales.

### Segunda Guerra Mundial

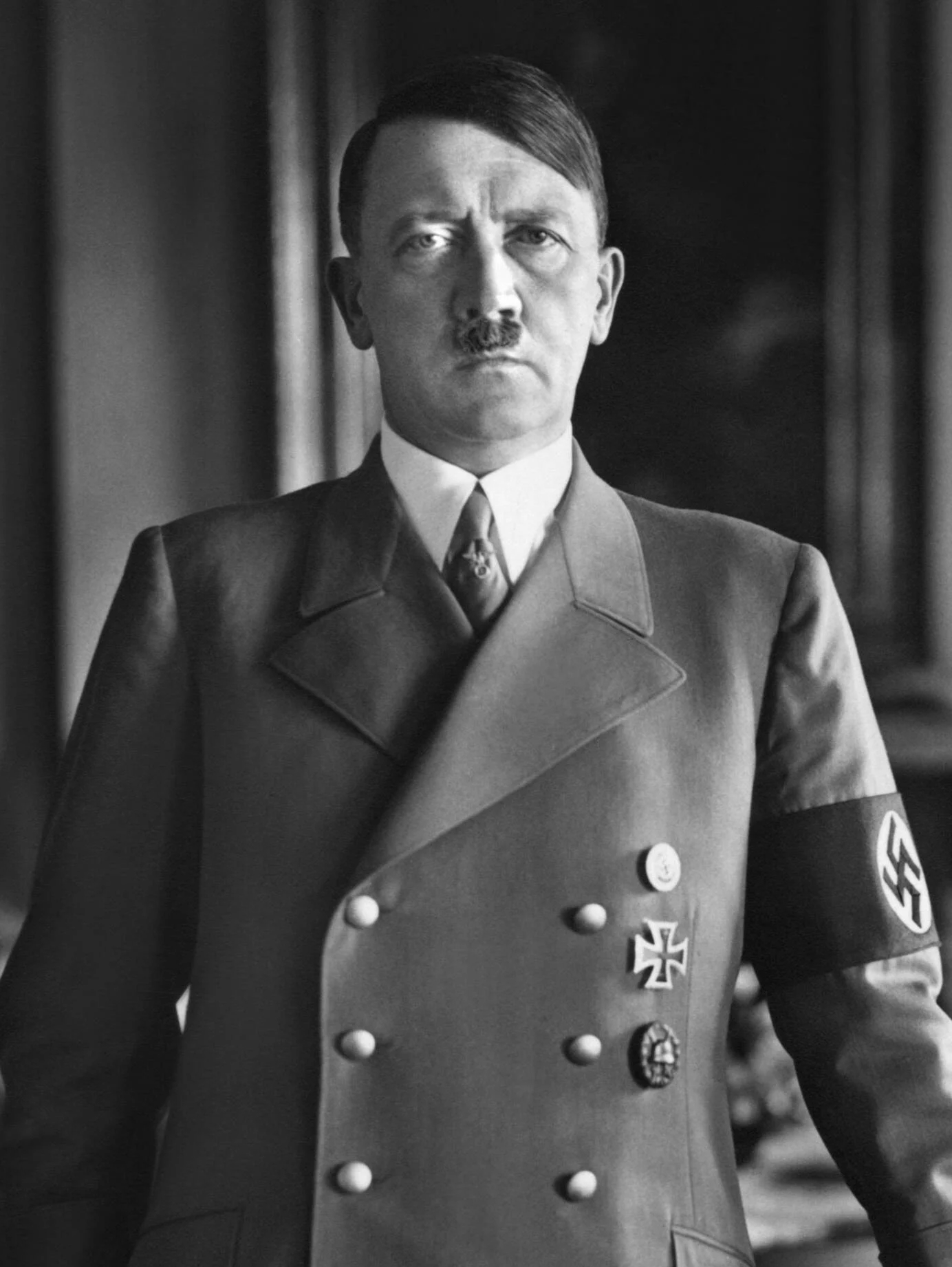
La túnica gris del uniforme de Hitler con la insignia dorada del Partido Nazi y la Cruz de Hierro. También lleva un brazalete con simbología nazi en su brazo izquierdo.

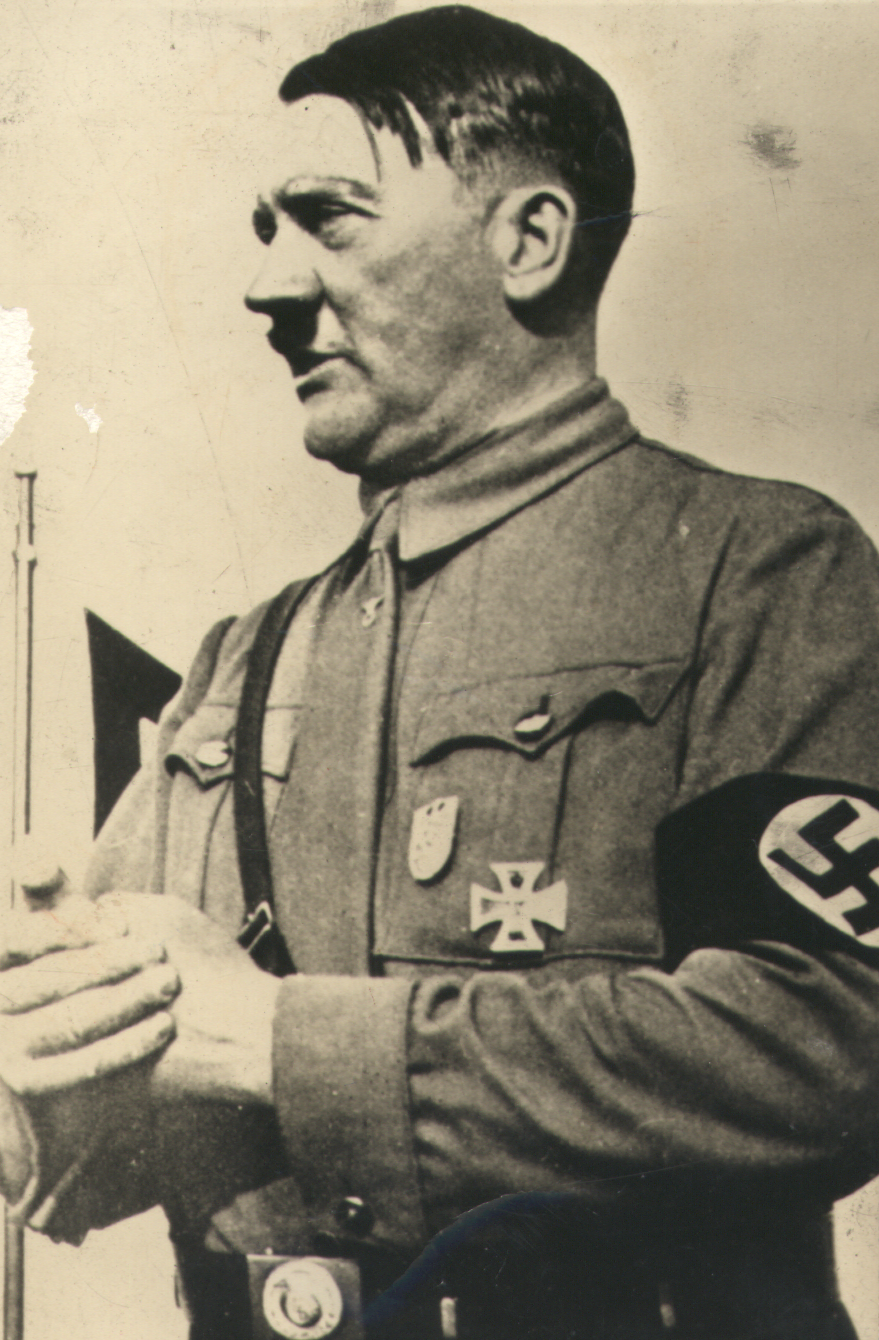
Hitler con su uniforme de las SA con la Insignia de Partido de Núremberg y la Cruz de Hierro de la Primera Guerra Mundial.

Durante su discurso del 1 de septiembre de 1939 en la Ópera Kroll después de la invasión alemana de Polonia, Hitler declaró: 

«De ahora en adelante yo soy solo el primer soldado del Reich alemán (equivalente a general). Me he puesto una vez más el abrigo más sagrado y querido para mí. No me lo quitaré de nuevo hasta que la victoria esté asegurada, o no sobreviviré al resultado.»
Hitler durante su discurso, 1939

 A partir de entonces, Hitler comenzó a usar una chaqueta militar gris con una esvástica de águila cosida en la parte superior de la manga izquierda. A lo largo de la guerra, las únicas condecoraciones]militares que exhibió Hitler fueron su Medalla de herido, la Cruz de Hierro de la Primera Guerra Mundial y la Placa Dorada del Partido Nazi.
Después de ordenar los preparativos para el ataque a Polonia, examinó todo el personal preparado para los primeros tres días de operaciones hasta el nivel de regimiento. Reescribió los planes para la captura de un puente crucial, haciéndolos mucho más audaces. Su estatus con los militares se intensificó cuando se apoderaron de Noruega y conquistaron Europa occidental, con el impulso principal proveniente de las Ardenas, que había implementado a pesar de las dudas de muchos asesores profesionales.
Para 1938, Hitler había comenzado a obsesionarse con la supuesta misión de "su vida" y se convenció de su propia infalibilidad. Dejó de escuchar las opiniones en su contra y confió demasiado en sus propios movimientos políticos y su experiencia militar después de las primeras victorias. Hitler profundizó su participación en el esfuerzo de guerra nombrándose comandante en jefe del ejército alemán en diciembre de 1941; tomando así un puesto operativo directo generalmente ocupado por un general. A partir de este momento, dirigió personalmente la guerra contra la Unión Soviética, mientras que sus comandantes militares frente a los aliados occidentales mantuvieron cierto grado de autonomía. El liderazgo de Hitler se desconectó cada vez más de la realidad, a medida que la guerra se volvió contra Alemania, las estrategias defensivas de los militares a menudo se vieron obstaculizadas por su lenta toma de decisiones y sus frecuentes directivas para mantener posiciones insostenibles. Sin embargo, Hitler siguió creyendo que solo su liderazgo podría lograr la victoria. En los últimos meses de la guerra, Hitler se negó a considerar las negociaciones de paz, considerando preferible la destrucción de Alemania que su rendición. Los militares no desafiaron el dominio de Hitler en el esfuerzo bélico, y los oficiales superiores generalmente apoyaron y promulgaron sus decisiones. Para el 22 de abril de 1945, cuando finalmente reconoció que la guerra estaba perdida, Hitler les dijo a los generales Wilhelm Keitel y a Alfred Jodl que no tenía más órdenes que dar.